# Reto Landolt
Reto Landolt (* 28. April 1992) ist ein aktueller Schweizer Schwinger.

## Karriere als Schwinger
Als grösste Erfolge der Karriere von Reto Landolt sind die Teilnahmen an den Eidgenössischen Schwingfesten 2016 in Estavayer-le-Lac und 2019 in Zug zu erwähnen. Zudem nahm er am Unspunnen-Schwinget 2017 teil, an welchem jeweils die 100 besten Schwinger eingeladen werden. Weiter ist die Schlussgangteilnahme am Bergschwinget Klöntal 2017 zu erwähnen.
In der offiziellen Jahrespunkteliste des Eidgenössischen Schwingerverbands belegte Landolt 2019 den 192. Rang.

## Leben
Reto Landolt wohnt in Näfels in Glarus Nord. Er ist verheiratet, 175 cm gross und weist ein Kampfgewicht von 95 kg auf. Er gehört dem Nordostschweizer Schwinger-Verband an.